# Europski gospodarski prostor
██ zemlje članice Europske unije
██ zemlje članice EFTA-e (bez Švicarske)
Europski gospodarski prostor (EEA) nastao je 1. siječnja 1994. godine sporazumom što ga je potpisalo tadašnjih 12 država EEZ-a (danas Europske unije) i EFTA-e radi stvaranja jedinstvenog tržišta na kojemu bi se poštovala sloboda kretanja ljudi, roba, usluga i kapitala. Razlog nastanka EEA-a je sudjelovanje zemalja EFTA-e u zajedničkom tržištu bez ulaska u EU.
Članice Europskog gospodarskog prostora su svih 27 zemalja članica EU i 3 od 4 zemlje članice EFTA (Island, Lihtenštajn i Norveška).
Hrvatska je predala zahtjev za članstvo u EEA 13. rujna 2012., a pregovori su započeli 15. ožujka 2013.
20. prosinca 2013. parafiran je Sporazum o sudjelovanju Hrvatske u Europskom gospodarskom prostoru.
Sporazum o sudjelovanju Hrvatske u Europskom gospodarskom prostoru potpisan je u Bruxellesu 12. travnja 2014.
Sporazum o sudjelovanju Hrvatske u Europskom gospodarskom prostoru službeno je stupio na snagu 19. veljače 2025. nakon što su ga ratificirala sva potrebna tijela.

## Vanjske poveznice
- Pojmovnik vlade RH[neaktivna poveznica]
- Europski parlament